# یخچال طبیعی لخزیری
یخچال طبیعی لخزیری (به لاتین: Lekhziri Glacier) یک یخچال طبیعی در گرجستان است که در سامگرلو-زمو سوانتی واقع شده‌است.